# Babasaheb Bhimrao Ambedkar University

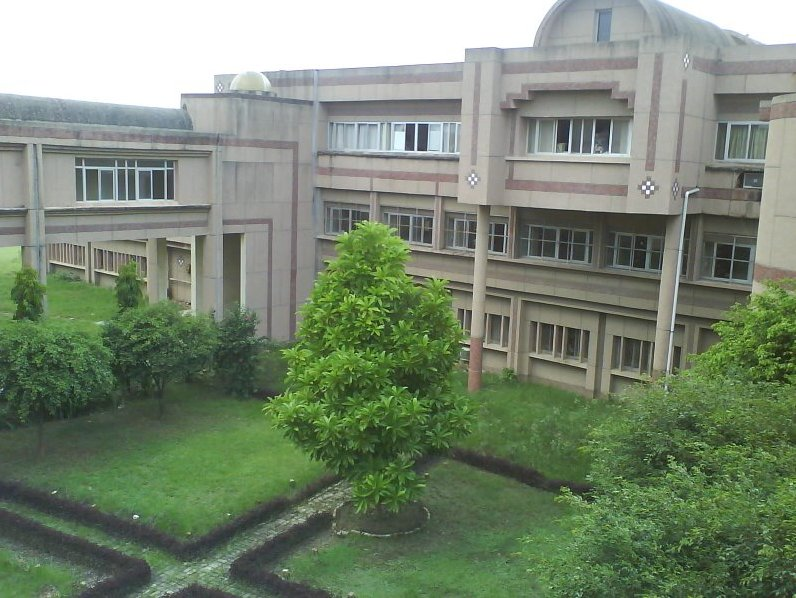
Babasaheb Bhimrao Ambedkar University (2008)

Die Babasaheb Bhimrao Ambedkar University in Lucknow im indischen Bundesstaat Uttar Pradesh ist eine staatliche Universität in Indien. Der Campus liegt etwa 10 km südlich der Charbagh Railway Station in Lucknow. Sie ist nach eigener Aussage den Lebensprinzipien von Bhimrao Ramji Ambedkar verpflichtet: Nationale Einigung, soziale Gerechtigkeit, demokratische Prinzipien und Erforschung auf der Welt vorhandener Verfassungen („Study of the constitutions of the world“).

## Fakultäten und Einrichtungen
Die Hochschule verfügt über die folgenden fünf Fakultäten mit insgesamt acht darunter aufgelisteten Departments:
- School for Ambedkar Studies 
  - Wirtschaftswissenschaften (economics)
  - Geschichte (history)
- School for Information Science & Technology 
  - Informatik (Computer Science)
  - Bibliothekswesen und Informationswissenschaften (Library & Information Science)
- School for Environmental Sciences
  - Umweltwissenschaften (Environmental Sciences)
- School for Bio-Sciences & Bio-technology
  - (Applied Plant Sciences)
  - (Applied Animal Sciences)
- School for Legal Studies
  - Jura (human rights)